# Bandera de la flor de patujú
La bandera de la flor de patujú,también llamada bandera del patujúo bandera de las naciones y pueblos indígena originario campesinos de tierras bajas,es una bandera de color blanco que incluye en su interior la flor de patujú, utilizada como un símbolo vexilológico que representa la identidad de pueblos indígenas de tierras bajas y la cultura del oriente boliviano, la cual se encuentra entre los departamentos de Santa Cruz, Beni, La Paz (norte) y Pando. 
Fue creada en 2009 en Beni y desde 2019 es usada en actos oficiales del Gobierno o del Senado de Bolivia, no obstante, no es una bandera oficial o símbolo nacional del país, al no estar reconocida legalmente. —solamente la flor de patujú lo posee reconocimiento del Estado boliviano a través de la constitución de 2009 y el Decreto Supremo N.º 241. — La bandera es reconocida como un símbolo departamental de Santa Cruz desde 2013, y desde 2014 en el Beni
En 2018, en el departamento de La Paz se creó una variante para representar a los indígenas de las tierras bajas que habitan este departamento.

## Simbología

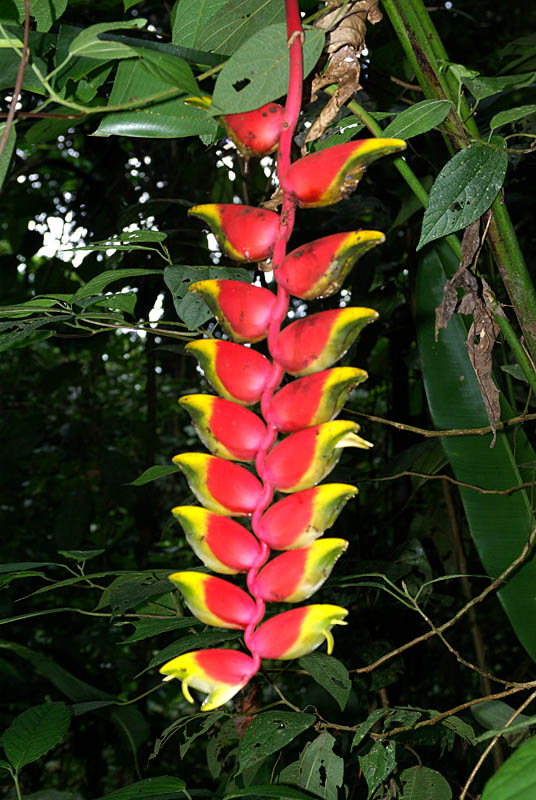
El patujú es una planta que se encuentra en la amazonía y en otras ecorregiones de los llanos orientales.

Es una bandera de color blanco que incluye en su interior a la flor del patujú, la cual es originaria de la amazonía en la región de los llanos orientales. Su inflorescencia se presenta en largos pétalos en forma de espadines matizados por listas brillantes con los colores rojo, amarillo y verde. 
El color blanco: representa la pureza y la sabiduría amazónica de la cosmovisión indígena de tierras bajas.
La flor de patujú: representa a la región amazónica y a todo el oriente boliviano en general. Así mismo a su diversidad cultural.

## Historia

### Origen
La bandera Patujú fue creada en 2009 por líderes indígenas y un director de pastoral indígena para representar a los pueblos indígenas de las tierras bajas de Bolivia como una alternativa a la bandera Wiphala de los Andes, que representa a los pueblos andinos y vallunos de Bolivia. El fondo blanco representa la sabiduría amazónica (en la cosmovisión de los mojeños) y la flor de Patujú es un símbolo noble de la región. El diseño actual de la flor con hoja fue una creación artística basada en la naturaleza.
Remberto Justiniano Cujuy, Aldemir Saldaña Mole, dirigentes de la Central de Pueblos Indígenas del Beni (CPIB) y Julio Ribera Paniagua, Director de la Pastoral Indígena del Vicariato del Beni, crearon la Bandera Patujú, como un símbolo nacional de los pueblos originarios de tierras bajas, como alternativa a la Wiphala, Fue creada el 10 y estrenada el 15 de agosto de 2009 en la conmemoración de la Marcha por el Territorio y la Dignidad de 1990.
Félix Melgar Gualujna fue el encargado de confeccionar las primeras banderas.

### Protestas del Tipnis

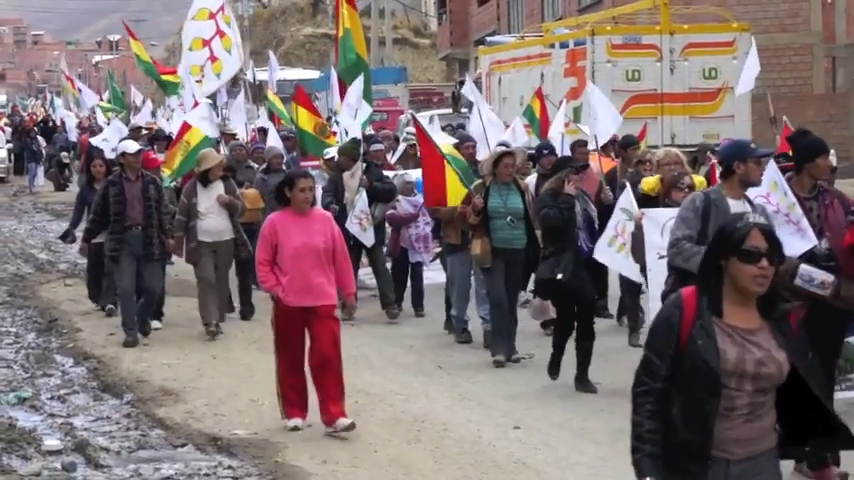
Uso de la bandera durante las protestas por el TIPNIS en 2011.

Durante las manifestaciones contra la construcción de una carretera en el Territorio indígena y parque nacional Isiboro-Sécure (TIPNIS) en 2011 y 2012 surgió la idea de representar a los pueblos indígenas de tierras bajas con la bandera de la flor de patujú, dicha bandera estuvo presente en aquellas manifestaciones.
Es así que el presidente de la Confederación de Indígenas del Oriente Boliviano (CIDOB), Adolfo Chávez Beyuma, popularizó esta bandera junto a Antonio Soto Guatara como un símbolo nacional de los pueblos originarios de tierras bajas, alegando que no se sienten identificados con la Wiphala.

“No conocemos la wiphala, pero respetamos mucho que nuestros hermanos de tierras altas la usen”
Adolfo Chávez, presidente de la Confederación de Indígenas del Oriente Boliviano (CIDOB)

### Símbolo Departamental de Santa Cruz
El 14 de junio de 2013, la Asamblea Departamental de Santa Cruz aprobó una ley que declara la bandera de la flor de patujú como un símbolo departamental. La norma indica que el símbolo debía flamear en cada acto oficial que se realice en la región, también se declara el 26 de febrero como «día de la bandera de la flor del patujú».

I. Se establece la Bandera de la Flor del Patujú como símbolo oficial departamental.
II. La “Bandera de la Flor de Patujú” será representada por una espadaña de la Flor de Patujú sobre una tela blanca, con inclinación de cuarenta y cinco (45) grados de izquierda a derecha, como un símbolo que representa los habitantes, las culturas y riquezas del Departamento de Santa Cruz.
Artículo 5, Ley Departamental Nº 57

### Símbolo Departamental del Beni
El 2 de abril de 2014, la Asamblea Departamental del Beni reconoce y declara a la bandera del patujú como un símbolo oficial del departamento, asimismo se instauró el día 15 de agosto, como día de la bandera del patujú, en conmemoración a la fecha de la partida de la primera marcha indígena «por el territorio y la dignidad» de 1990.

Artículo 2. La presente Ley Departamental tiene como ámbito de aplicación obligatoria la jurisdicción territorial del Departamento del Beni y, por ende, alcanza a todas las instituciones públicas y privadas, personas naturales y jurídicas.

Artículo 3. Se declara y reconoce a la «Bandera del Patujú» como Símbolo Oficial del Departamento del Beni.
Ley Departamental Nº 36

### Uso en el Gobierno de Bolivia

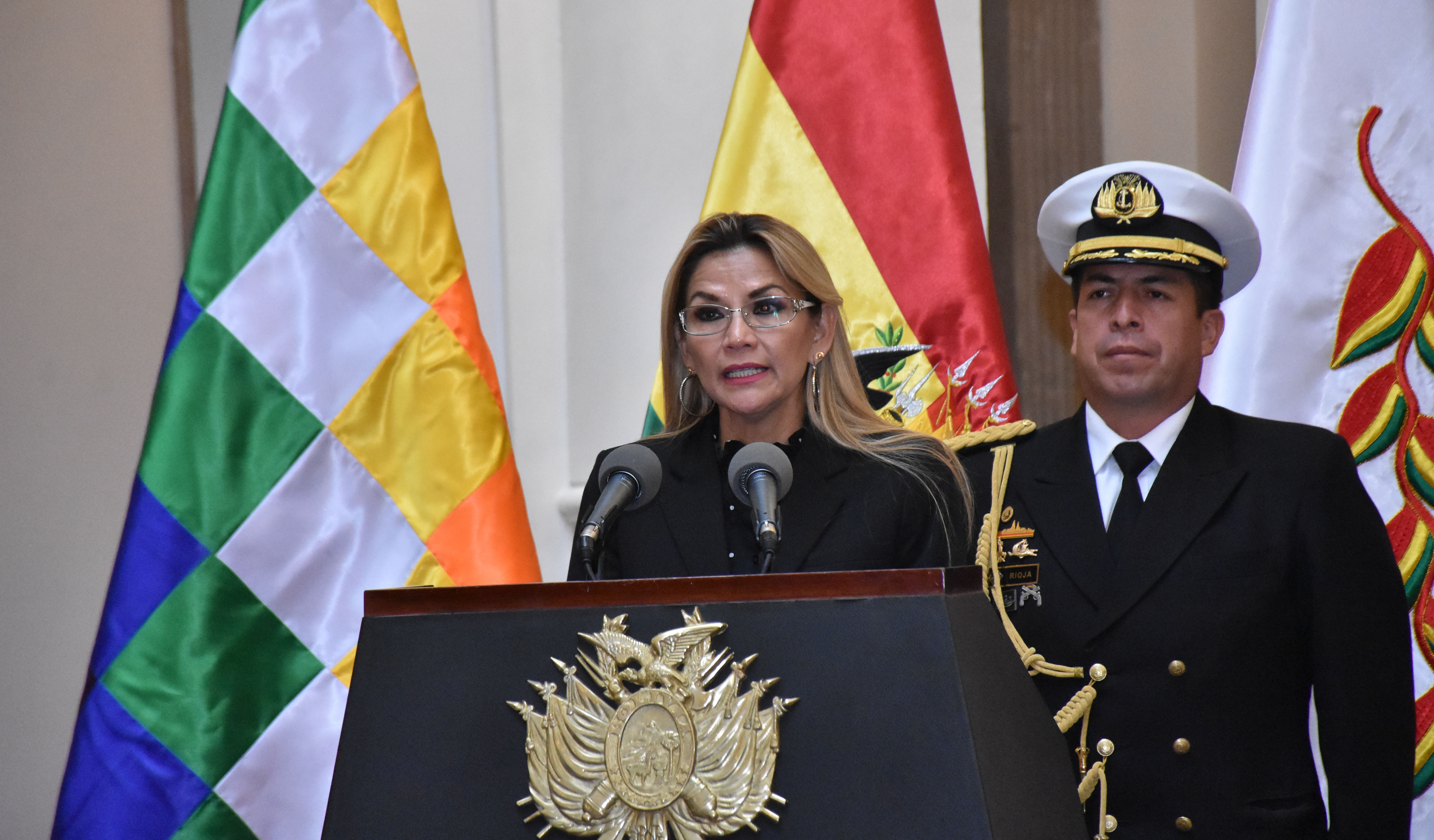
Durante el gobierno de Jeanine Áñez, se incluyó a la bandera del Patujú, al lado de derecho de la Wiphala y la bandera de Bolivia.

Fue utilizada durante el gobierno de Jeanine Áñez, desde el 14 de noviembre de 2019 hasta la culminación de su mandato, izada al lado derecho de las dos banderas nacionales de Bolivia; la Wiphala (a la izquierda) y la Tricolor (al medio), en el Palacio Quemado y el otros actos oficiales.
Con la asunción de Luis Arce como presidente de Bolivia el 8 de noviembre de 2020, se deja de utilizar en actos oficiales, algo que fue criticado por organizaciones indígenas del oriente del país. Sin embargo, Arce utiliza desde la inauguración de su gobierno la flor de patujú en la banda presidencial, junto con el Escudo de Bolivia, la Wiphala y la Kantuta.
Previamente, el 28 de octubre Arce recibió las credenciales que lo acreditaron como Presidente electo, en esta ceremonia estuvo presente la bandera de la flor del Patujú en el fondo.
El 19 de noviembre de 2020, tras los reclamos presentados por las organizaciones indígenas, el Senado de Bolivia restituyó el uso de la bandera.
La bandera fue usada informalmente en un acto político del presidente Luis Arce en octubre de 2023.

### Propuesta de reconocimiento como símbolo nacional de Bolivia
Rafael López Mercado propuso el presentar un proyecto de ley para que la bandera fuese reconocida como símbolo patrio, antes de aquello quiso enviarlo a la CIDOB para su socialización y consentimiento por parte de indígenas del oriente.
El 6 de octubre de 2021, un grupo de diputados del MAS-IPSP presentaron un proyecto de ley para que la bandera de la flor del patujú sea reconocida como una bandera nacional al igual que la wiphala y la tricolor.

Nosotros como diputados nacionales estamos presentando una propuesta de ley que tiene por objeto honrar y respetar nuestros símbolos patrios y reconocer como banderas nacionales, conjuntamente con nuestro máximo símbolo patrio, como es la tricolor nacional, a la wiphala y a la flor del patujú
Deisy Choque, diputada del Movimiento al Socialismo (MAS-IPSP)

En mayo de 2023 fue ingresado el proyecto de ley que contempla el reconocimiento oficial de la bandera, ya reconocida oficialmente por los departamentos de Santa Cruz y Beni. Sin embargo el proyecto fue rechazado.

## Variante

### Símbolo Departamental de La Paz
El 20 de noviembre de 2018, la Asamblea Departamental de La Paz, crea una variante de la bandera con el nombre de «Bandera de las naciones y pueblos indígena originario campesinos de tierras bajas del Departamento de La Paz», esta es de color blanco con bordes de color verde. Instaurándose el 15 de agosto como el día en homenaje a la bandera.

Artículo 1. La presente Ley tiene por objeto la creación de la Bandera de las naciones y pueblos indígena originario campesinos de tierras bajas del departamento de La Paz, la misma formará parte de los símbolos del departamento, en justo reconocimiento a la lucha histórica e integración de los mismos.
Artículo 3. La presente Ley se aplica a todas las instituciones públicas, privadas, naciones y pueblos indígena originario campesinos de tierras bajas; y otras organizaciones e instituciones públicas y privadas que se identifican con este símbolo en el departamento de La Paz.
Artículo 4. La Bandera establece su fondo de color blanco con bordes de color verde, que representa el modo pacífico de convivencia de estos pueblos, así como su forma de encarar las luchas y reivindicatorías; en el centro con una orientación de arriba hacia abajo, en sentido diagonal de 90° de inclinación ocupando dos cuartos en la línea diagonal principal contiene impresa la FLOR DEL PATUJÚ con todos sus colores naturales que representa la vivencia armónica de las naciones y pueblos indígena originario campesinos de tierras bajas con la madre naturaleza.
Ley Departamental Nº 167

En 2018, Celin Adalid Quenevo, asambleísta departamental de La Paz, aseveró que la primera vez que los indígenas enarbolaron la flor de patujú, fue en 1990, durante la marcha de los pueblos indígenas originarios campesinos del norte del departamento paceño.